# Pedro Soto
Pedro Soto Moreno (22 d'octubre de 1952) és un exfutbolista mexicà.

## Selecció de Mèxic
Va formar part de l'equip mexicà a la Copa del Món de 1978.